# Двејнсберг (Њујорк)
Двејнсберг (енгл. Duanesburg) насељено је место без административног статуса у америчкој савезној држави Њујорк.

## Демографија
По попису из 2010. године број становника је 391, што је 52 (15,3%) становника више него 2000. године.
| Група             | 2000.       | 2010.       |
| Белци             | 327 (96,5%) | 362 (92,6%) |
| Афроамериканци    | 0 (0,0%)    | 4 (1,0%)    |
| Азијати           | 0 (0,0%)    | 3 (0,8%)    |
| Хиспаноамериканци | 12 (3,5%)   | 23 (5,9%)   |
| Укупно            | 339         | 391         |